# Тендай Ндоро
Тендай Ндоро (англ. Tendai Ndoro, нар. 15 травня 1985) — зімбабвійський футболіст, нападник клубу «Орландо Пайретс».
Виступав, зокрема, за клуби «Ніко Юнайтед», «Чіккен Інн» та «Мпумаланга Блек Ейсез», а також національну збірну Зімбабве.

## Клубна кар'єра
У дорослому футболі дебютував 2009 року у Ботсвані виступами за команду клубу «Ніко Юнайтед», в якій провів два сезони.
Своєю грою за цю команду привернув увагу представників тренерського штабу клубу «Чіккен Інн», до складу якого приєднався 2011 року. Відіграв за команду з Булавайо наступні два сезони своєї ігрової кар'єри.
2013 року уклав контракт з клубом «Мпумаланга Блек Ейсез», у складі якого провів наступні два роки своєї кар'єри гравця. Але майже відразу повернувся на правах оренди до «Чіккен Інн», до завершення сезону 2013 року. У 2014 році все ж приєднався до складу «Мпумаланга Блек Ейсез», протягом двох сезонів зіграв 41 матч та забив 14 м'ячів. Більшість часу, проведеного у складі «Мпумаланга Блек Ейсез», був основним гравцем атакувальної ланки команди. У складі «Мпумаланга Блек Ейсез» був одним з головних бомбардирів команди, маючи середню результативність на рівні 0,34 голу за гру першості.
До складу клубу «Орландо Пайретс» приєднався 2015 року. Дебютним голом у футболці «Орландо Пайретс» відзначився 21 лютого 2016 року в матчі проти своєї колишньої команди «Блек Ейсез». Відтоді встиг відіграти за команду з передмістя Йоганнесбурга 30 матчів в національному чемпіонаті.

## Виступи за збірну
2013 року дебютував в офіційних матчах у складі національної збірної Зімбабве. Наразі провів у формі головної команди країни 10 матчів, забивши 3 голи, двома з яких відзначився в домашньому для Зімбабве півфіналі кубку КОСАФА 2013 проти Лесото, іншим голом Тендаї відзначився в січні 2017 року проти Камеруну.
У складі збірної був учасником Кубка африканських націй 2017 року у Габоні.

## Статистика виступів

### Клубна
Станом на 28 червня 2016 року.
| Клуб              | Сезон             | Ліга                    | Ліга  | Ліга | Національний кубок | Національний кубок | Кубок ліги | Кубок ліги | Континентальний кубок | Континентальний кубок | Інші  | Інші | Total | Total |
| Клуб              | Сезон             | Дивізіон                | Матчі | Голи | Матчі              | Голи               | Матчі      | Голи       | Матчі                 | Голи                  | Матчі | Голи | Матчі | Голи  |
| ----------------- | ----------------- | ----------------------- | ----- | ---- | ------------------ | ------------------ | ---------- | ---------- | --------------------- | --------------------- | ----- | ---- | ----- | ----- |
| Орландо Пайретс   | 2015/16           | Національна Соккер-ліга | 17    | 5    | 5                  | 5                  | 0          | 0          | 0                     | 0                     | 0     | 0    | 22    | 10    |
| Орландо Пайретс   | Загалом           | Загалом                 | 17    | 5    | 5                  | 5                  | 0          | 0          | 0                     | 0                     | 0     | 0    | 22    | 10    |
| Усього за кар'єру | Усього за кар'єру | Усього за кар'єру       | 17    | 5    | 5                  | 5                  | 0          | 0          | 0                     | 0                     | 0     | 0    | 22    | 10    |

1. ↑  Включаючи матчі Кубку Недбанку
2. ↑  Включаючи Телеком Нокаут
3. ↑  Включаючи Кубок конфедерації КАФ
4. ↑  Включаючи MTN 8

### Міжнародні
Станом на 28 червня 2016 року.
| Національна збірна | Рік     | Матчі | Голи |
| ------------------ | ------- | ----- | ---- |
| Зімбабве           | 2013–   | 9     | 2    |
| Загалом            | Загалом | 9     | 2    |

### Голи у складі збірної
Станом на 28 червня 2016 року. Рахунок та результат збірної Зімбабве знаходиться спочатку.
| Гол | Дата          | Місце                         | Супергик | Рахунок | Результат | Змагання          |
| --- | ------------- | ----------------------------- | -------- | ------- | --------- | ----------------- |
| 1   | 17 липня 2013 | Леві Мванаваса, Ндола, Замбія | Лесото   | 1–1     | 2–1       | Кубок КОСАФА 2013 |
| 2   | 17 липня 2013 | Леві Мванаваса, Ндола, Замбія | Лесото   | 2–1     | 2–1       | Кубок КОСАФА 2013 |